# Museu de Drogas da Polícia Civil do Distrito Federal
O Museu de Drogas da Polícia Civil do Distrito Federal é uma instituição cultural pública brasileira, pertencente à Polícia Civil do Distrito Federal. O museu, inicialmente, estava situado em Taguatinga, foi transferido em 2011, junto com a Academia de Polícia Civil do Distrito Federal, para o entroncamento entre as rodovias BR-060 e DF-075 (EPNB), próximo ao viaduto de ligação de Samambaia com o Recanto das Emas e atualmente está situado na QN 17, Conjuntos 01 e 02, Lotes 01 e 02 - Riacho Fundo II, DF  71881-686.
É um  museu público  especializado em ciência e tecnologia, que coleciona, pesquisa e expõe substâncias entorpecentes, seus derivados e utensílios para produção e consumo, apreendidos, com finalidade educativa e de prevenção.

## Missão
Através do desenvolvimento da sua atividade museal, tem como missão contribuir para a redução da demanda por substâncias entorpecentes ilícitas e que provoquem dependência, por meio da prevenção decorrente do esclarecimento da sociedade sobre as conseqüências físicas, psíquicas e sociais do consumo.